# الدوري الإسباني لكرة القدم للسيدات
الدوري الإسباني لكرة القدم للسيدات (بالإسبانية: Primera División de la Liga de Fútbol Femenino)‏ أو ليغا إف (بالإسبانية: Liga F)‏ هو أعلى دوري لكرة القدم النسائية في إسبانيا يديره الاتحاد الملكي الإسباني لكرة القدم وهو يصنف واحد من أفضل دوريات الكرة النسائية في أوروبا. بدأ الدوري في 1988 ويتكون حالياً من 16 فريق.نادي برشلونة هو أكثر الأندية تحقيقاً لللقب برصيد 6 بطولات.

## الأداء حسب النادي
| الفريق        | عدد مرات الفوز | عدد مرات الوصافة | سنوات الفوز                                    |
| ------------- | -------------- | ---------------- | ---------------------------------------------- |
| نادي برشلونة  | 8              | 4                | 2012, 2013, 2014, 2015, 2020, 2021, 2022, 2023 |
| أتلتيك بيلباو | 5              | 3                | 2003, 2004, 2005, 2007, 2016                   |
| أتلتيكو مدريد | 3              | 2                | 2017, 2018, 2019                               |
| رايو فايكانو  | 3              | 1                | 2009, 2010, 2011                               |
| نادي ليفانتي  | 2              | 3                | 2002, 2008                                     |
| إسبانيول      | 1              | 3                | 2006                                           |
| ريال مدريد    | 0              | 2                |                                                |
| إكستريمادورا  | 0              | 1                |                                                |
| نادي ساباديل  | 0              | 1                |                                                |
| هيسباليس      | 0              | 1                |                                                |
| ريال سوسيداد  | 0              | 1                |                                                |

## السجلات

### النوادي
- الأكثر ظهوراً : 29 مواسم، إسبانيول
- الأكثر لعباً للمباريات: 739، إسبانيول
- الأكثر إنتصاراً: 440، برشلونة
- أكبر عدد من الأهداف المسجلة: 2022، ليفانتي
- أكبر عدد من الانتصارات في موسم واحد: 33،  برشلونة (2020-21).
- أكبر عدد من الأهداف المسجلة في موسم واحد: 246، ليفانتي (2000-01).
- أفضل نسبة فوز في موسم بشكل عام: 100٪ (28 فوز - صفر تعادل - صفر هزيمة) ليفانتي (2000-01)، 100٪ (30 فوز - صفر تعادل - صفر هزيمة)  برشلونة (2021-22)
- أكبر عدد نقاط في الموسم بشكل عام: 99 (3 نقاط للفوز)،  برشلونة (2020-21).